# Couzeix
Couzeix este o comună în departamentul Haute-Vienne din centrul Franței. În 2009 avea o populație de 8.056 de locuitori.

## Evoluția populației
| An        | 1975  | 1982  | 1990  | 1999  | 2006  | 2009  |
| --------- | ----- | ----- | ----- | ----- | ----- | ----- |
| Populație | 3.958 | 5.019 | 6.151 | 6.635 | 7.418 | 8.056 |